# Swieqi
Swieqi Málta egyik helyi tanácsa a kikötőktől északnyugatra. Két völgy, a Wied Għomor és a Wied il-Kbir (vagy Wied Mejxu) közötti dombon áll. Lakossága 8099 fő. Neve a sieqja (öntözőcsatorna) többes száma. Ibraġ neve a borġ (torony) többes száma. A helyi tanácsot Swieqi Madliena, Ta' l-Ibraġ és St. Andrew's egy része alkotják.

## Története
Madliena helyén a 15. században épült fel a Mária Magdolna-kápolna. Ibraġ főútján is áll még egy régi kétemeletes "torony", amelyről a hely a nevét kaphatta, a másikat néhány évtizede elbontották. A San Ġiljantól északkeletre Baħar iċ-Ċagħaqig tartó területet a britek építkezései óta St. Andrew's néven ismerték, a katonai tábor elnevezése után. Mai elnevezése alapján mezőgazdasági terület lehetett. 1878-ban a kikötők védelmére elkezdődött a Victoria Lines védvonal építése, egyik erődjét Madliena dombjára tervezték. 1880-ban az erőd építése közben lebontották a régi Mária Magdolna-kápolnát, helyette épült a ma is álló kápolna. Ta' l-Ibraġban 1966-ban épült fel a Szeplőtelen fogantatás-templom. 1994 óta Málta 68 helyi tanácsának egyike. 1999. április 4-én lett önálló egyházközség, így a tanács területe egyházilag is egységessé vált. 2010 márciusában Madliena részlegesen önálló mini-tanácsot választott. Swieqi alapvetően lakóövezet, de a közeli városokban tanulók is előszeretettel bérelnek itt lakást.

## Önkormányzata
Swieqit héttagú helyi tanács irányítja. A jelenlegi, hatodik tanács 2012 óta van hivatalban.
Polgármesterei:
- Antoinette Naudi (1994-1998)
- Dolores Cristina (1998-2001)
- Paul Abela (2001-2004)
- Alfred Curmi (2004-2007)
- Carmen Said (Nemzeti Párt, 2007-2012)
- Noel Muscat (Nemzeti Párt, 2012-)

## Nevezetességei
- Fort Madliena
- Victoria Lines
- Szeplőtelen fogantatás templom (Ta' l-Ibraġ): Swieqi plébániatemploma
- Mária Magdolna-kápolna (Madliena)
- Swieqi Day: szeptember 9-én tartják a település napját színes programokkal

## Sport
Sportegyesületei:
- Labdarúgás: Swieqi United Football Club[4] (2009. május): jelenleg a 4. vonalban játszik
- Tenisz: Swieqi Tennis Club

## Közlekedése
Autóval jól megközelíthető az északkeleti parti főútról vagy Birkirkara felől. Autóbuszjárata Valletta felől: 64 (St.Andrew's). A tömegközlekedési reformot követően a tanács területén belül is lesz helyi buszközlekedés.